# 马丁·坎贝尔
马丁·坎贝尔（英語：Martin Campbell，1943年10月24日—） 是一名新西兰男導演。
其知名电影作品有《佐罗的面具》（1998年）、《垂直极限》（2000年），以及执导了两部詹姆斯·邦德电影《黄金眼》（1995年）和《007大战皇家赌场》（2006年）等。

## 作品列表
- 《采花贼（英语：The Sex Thief）》（1973）
- 《爱斯基摩人内尔（英语：Eskimo Nell (film)）》（1975）
- 《三人合一（英语：Three for All）》（1975）
- 《犯罪本色（英语：Criminal Law (film)）》（1988）
- 《百口莫辯（英语：Defenseless）》（1991）
- 《大魔法書（英语：Cast a Deadly Spell）》（1991）
- 《捍卫时空战士（英语：No Escape (1994 film)）》（1994）
- 《新鐵金剛之金眼睛》（1995）
- 《佐罗的面具》（1998）
- 《終極天險》（2000）
- 《戰火情人（英语：Beyond Borders (film)）》（2003）
- 《蒙面俠蘇洛2：不朽傳奇》（2005）
- 《007大战皇家赌场》（2006）
- 《驚爆萬惡城（英语：Edge of Darkness (2010 film)）》（2010）
- 《绿灯侠》（2011）[1]
- 《魯莽》（Reckless，2013；電視電影）
- 《勇士》（Warriors，2014；電視電影）
- 《英倫對決》（2017）[2]
- 《刺客密令》（2021）
- 《記憶殺神》（2022）
- 《天使營救（英语：Dirty Angels）》（2024）[3]
- 《罪恶清除工（英语：Cleaner (2025 film)）》（2025）[4]